# Ostrowy (Blachownia)
Ostrowy – dawniej wieś, obecnie jedna z integralnych części miasta Blachowni.

## Historia
Miejscowość powstała jako osada włościańska na gruntach wsi Brzózka. W XIX w. wchodziła w skład tzw. „państwa zagórskiego”, terenów należących do Benedykta Lemańskiego. Jego spadkobiercy sprzedali je hrabiemu Guido Hencklowi von Donnersmarckowi, który ze sporym zyskiem w 1891 roku sprzedał dobra carowi Aleksandrowi III. Ziemie od chwili nabycia przez cara nosiły nazwę Dobra Ostrowy. Po śmierci cara w 1894 r. cały majątek przejął Mikołaj II. Na mocy jego rozkazu w dniu 17 czerwca 1899 roku dobra w Ostrowach otrzymał jego brat Michał Aleksandrowicz. 
Przed I wojną światową rozwijała się jako letnisko dla mieszkańców Częstochowy, czemu sprzyjało położenie wśród lasów sosnowych i dogodny dojazd dzięki powstałej w 1903 r. stacji kolejowej. Powstało tu wiele charakterystycznych domków dla letników, a także prywatne sanatoria. W dwudziestoleciu międzywojennym Ostrowy były siedzibą gminy Dźbów. W czasie okupacji hitlerowskiej wraz z zachodnią częścią powiatu częstochowskiego zostały wcielone do III Rzeszy i były siedzibą władz powiatu Blachstädt, należącego do rejencji opolskiej w pruskiej prowincji Górny Śląsk. W latach 1952–1954 miała tu siedzibę gmina Ostrowy, a następnie w latach 1954-1972 gromada Ostrowy. 
Wieś miała swoją pocztę: Ostrowy k. Częstochowy, kod pocztowy 42-291. W okresie PRL zbudowano Powiatowy Szpital Górniczy im. Rudolfa Weigla, Szkołę Podstawową im. Stanisława Staszica (tzw. tysiąclatkę), przedszkole, bloki mieszkalne, ośrodek zdrowia, lecznicę weterynaryjną. Powstał dom kultury w dawnym budynku Urzędu Gminy Dźbów (istniejący do dziś), Kino „Kameralne” i Gminna Biblioteka Publiczna.
W 1973 r. miejscowość włączono do miasta Blachownia. Od 1988 r. dzielnica ma własną parafię św. Franciszka z Asyżu.
W Ostrowach znajdował się szyb kopalni rud żelaza „Franciszek”.

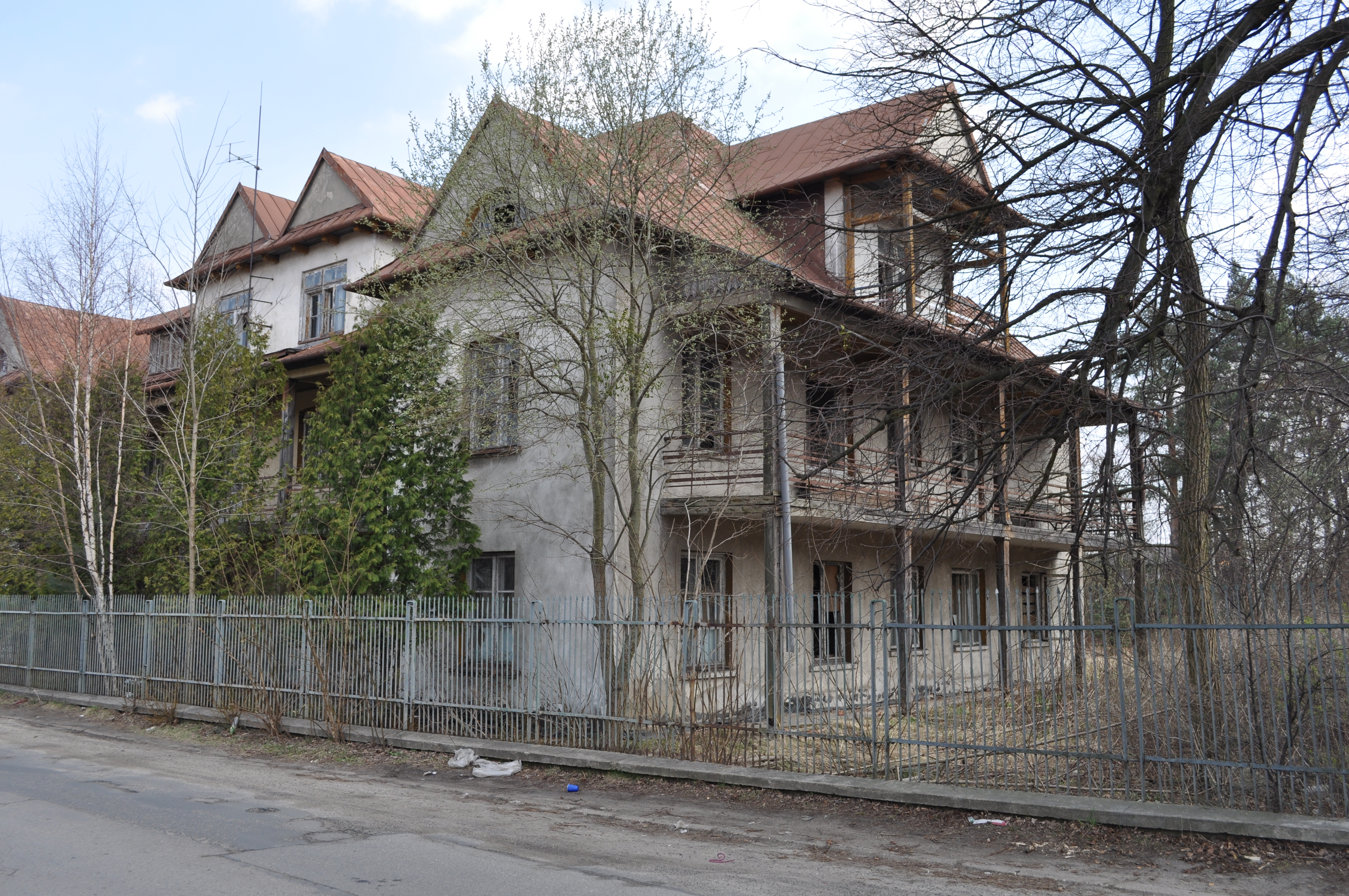
Dawne sanatorium, podczas okupacji niemieckiej landratura, później szpital gruźliczy